# Кшиштоф Пендерецки
Кшиштоф Еугенијуш Пендерецки (пољ. Krzysztof Eugeniusz Penderecki; Дембица, 23. новембар 1933 — Краков, 29. март 2020) био је пољски композитор, диригент и предавач музике. Представник  је пољске школе компоновања шездесетих година. Био је професор и ректор Музичке академије у Кракову.
Компоновао је четири опере, осам симфонија и низ других оркестарских дела, инструменталне концерте, хорске поставке углавном религиозних текстова, као и камерна и инструментална дела. Његова најпрепознатљивија дела су Трени – жртвама Хирошиме, Страцти по св. Луки, Пољски реквијем и Симфонија бр. 3.
Студирао је компоновање на Државној вишој музичкој школи у Кракову (сада Музичка академија у Кракову), где је, након стицања дипломе, почео да ради као предавач. Први пут је славу стекао 1959. након премијерног извођења дела Строфе, Еманација и Давидови псалми на фестивалу Варшавска јесен. Широко признање стекао је својом композицијом Трени за гудачки оркестар, посвећеном жртвама атомског напада на Хирошиму, и хорским делом Страсти по св. Луки. Његова прва опера, Ђаволи из Лоудуна, премијерно је изведена у Хамбургу и Штутгарту 1969. године. Почевши од средине седамдесетих година композициони стил Пендерецког се променио, а његов први виолински концерт се фокусирао на полутон и тритон. Осамдесетих година прошлог века настаје његово хорско дело Пољски реквијем.
Његова музика је коришћена у многим филмовима, као што су Истеривач ђавола Вилијама Фридкина, Исијавање Стенлија Кјубрика, Дивљи у срцу Дејвида Линча, Потомци Алфонса Куарона, Катин Аджеја Вајде и Затворено острво Мартина Скорсезеа. Писао је и музику за многе пољске филмове.
За свој рад добио је многе престижне награде, укључујући Prix Italia два пута: 1967. и 1968, и Греми четири пута: 1988, 1999. (две) и 2017. године. Бројни универзитети у Европи и Сједињеним Државама доделили су му почасни докторат. Био је почасни грађанин Бидгошча , као и почасни председник Савеза пољских композитора. Добио је низ државних награда. Одликован је највишим орденом Пољске, Орденом белог орла. Више пута је био номинован за музичку награду „Фридерик" у категорији класичне музике (укључујући четири пута у категорији композитора класичне музике године). Године 2009. добио је награду Златни Фридерик за животно дело у класичној музици.
Био је члан Пољске академије вештина и Фонографске академије ЗПАВ.
Гардијан га је 2012. назвао „највероватније највећим живим пољским композитором“.

## Ране године
Рођен је 23. новембра 1933. у Дембици. Био је син адвоката Тадеуша Пендерецког и Зофије Бергер. Потицао је из породице са уметничком традицијом – његов отац и деда су такође били музичари; његов рођак је био Тадеуш Кантор.
Са шест година похађао је часове клавира, које је прекинуо због непедагошког приступа наставника. По завршетку Другог светског рата почео је да учи да свира виолину . Радио је и са Станиславом Далом, са којим је почео да пише своје прве композиције – недостатак нотних записа етида за виолину због рата приморао их је да самостално пишу вежбе. Такође је похађао часове компоновања код Франћишка Сколишевског. У годинама 1955–1958 студирао је компоновање на Државној вишој музичкој школи у Кракову у класи Артура Малавског.

## Каријера
Године 1959. за композиције: Строфе, Еманације и Давидови псалми освојио је прве три награде на конкурсу Савеза пољских композитора. Као награду је добио стипендију која му је омогућила да студира на универзитету у иностранству.
Истовремено је почео да компонује музику за позориште и филм. Прва позоришна представа са музиком Пендерецког била је Златни кључ  Екатерине Борисове у режији Владислава Јареме (премијера 12. маја 1957. у Кракову у Позоришту лутака „Гротеска” ). Године 1959. у Студију анимираног филма у Белско-Бјалој ствара музику за први анимирани филм Буландра и ђаво, у режији Јержија Цицмана и Лехослава Маршалека. Године 1959. написао је партитуру за први кратки играни филм Јана Ломњицког, Nie ma konca wielkiej wojny (Нема краја Великог рата). У наредним годинама компоновао је преко двадесет оригиналних музичких поставки за драмске представе и преко четрдесет за луткарске представе. Компоновао је оригиналну музику за најмање једанаест документарних и играних филмова, као и двадесет пет анимираних филмова за одрасле и децу.
Међународну славу стекао је делима са оригиналним звучним решењима, често користећи неконвенционалне технике артикулације (нпр. лупкање по дну жичаних инструмената). Ова композициона техника названа је соноризам и у овом стилу су компоноване између осталог Страсти по св. Луки. Убрзо након тога компоновао је своју прву оперу Ђаволи из Лоудуна, чија је премијера била 20. јуна 1969. у Хамбуршкој опери, у режији Конрада Свинарског.
Од 1973. био је диригент, водио је пољске и светске симфонијске ансамбле, изводио је, између осталог, дела Бетовена, Шуберта, Менделсона, Шостаковича, као и своја сопствена дела.
Од 1978. био је члан Друштвеног одбора за рестаурацију краковских споменика (СКОЗК) .
Године 1996. компоновао је симфонију-ораторијум Седам капија Јерусалима, коју је наручио Град Јерусалим поводом 3000. годишњице Светог града; прво извођење је одржано у Јерусалиму 9. јануара 1997. године, а прво извођење у Пољској одржано је у Варшави 14. марта 1997. године.
Основао је међународну музичку академију Европски центар музике у Луславицама, где је живео од 1976. Отварање академије одржано је 21. маја 2013..

## Дело
Био је један од првих композитора који је користио технику издвајања звука из традиционалних инструмената на нетрадиционалне начине – соноризмом. Овај стил карактеришу, на пример, дела Трени – Жртвама Хирошиме, Полиморфија и Де натура сонорис, као и Страсти по св. Луки.
На оригиналан начин спроводио је у дело захтеве тадашње авангарде. Један од њих је био „ненамерни алеаторизам “, који се састојао у нетачном бележењу партитура. С обзиром да је то изузетно отежавало извођење, због протеста извођача, композитор је у каснијим издањима дозвољавао да се ноте записују на конвенционалан, прецизан начин (као што се види у првом и каснијим издањима Страсти по св. Луки).
Почетком седамдесетих година оставља за собом сонористичку технику и све више компонује тонски, у стилу немачке симфонијске музике с краја 19. века (Симфонија за Бадње вече). Оптуживали су га да је "издао авангарду", али је овај стил наишао на одобравање у широј јавности. У Пољској су осамдесетих година прошлог века била популарна дела која се односе на политичке догађаје, нпр. Пољски реквијем, једно од дела укључених у тзв литургијски социјалистички реализам.
Фрагменте дела Пендерецког користио је Анджеј Вајда у филму „Катин“; музику је припремио Станислав Радван, а претходно Стенли Кјубрик у филму Исијавање.

## Педагошке активности
Убрзо након дипломирања почео је да предаје на свом матичном факултету. Његови ученици су, између осталих: Марек Стаховски, Абел Кожењовски, Станислав Радван, Антоњи Вит, Јоана Внук-Назарова и Кшиштоф Мејер.
Године 1972. Пендерецки, који није припадао Пољској уједињеној радничкој партији, захваљујући свом угледу и интервенцији групе универзитетских предавача у Министарству културе, био је предложен за ректора уместо Тадеуша Махла, којег су изабрале власти. Државна виша музичка школа у Кракову је тада постала једини универзитет са непартијским врхом. Ректорство Пендерецког трајало је 15 година без прекида.

## Смрт
Преминуо је 29. марта 2020. у Кракову. Урна са његовим пепелом је до сахране била постављена у базилици Св. Флоријана, а опело је одржано 2. априла 2020. . Због пандемије, сахрана композитора одржана је две године након композиторове смрти, односно 29. марта 2022. Пепео Кшиштофа Пендерецког сахрањен је у Националном пантеону у Кракову.

## Приватан живот
У 21. години оженио се својом средњошколском другарицом, пијанисткињом Барбаром Грацом, која је узела његово презиме. Имали су ћерку Беату, која је дипломирала на Музичкој академији и била новинарка пољског радија у Кракову.
После развода са Барбаром, 19. децембра 1965. оженио се Елжбијетом Солечком, која је такође узела његово презиме. Имали су двоје деце, Лукаша (рођен 1966) и Доминику (рођена 1971). Син је завршио четири факултета: медицину, психологију, менаџмент и полонистику, а бавио се и психијатријом, а ћерка је дипломирала италијанску филологију.
Постао је члан почасног комитета за развој онколошког центра Лублинске области Свети Јован Дукљански 13. новембра 2007.